# Cachalot (camion)
Pour les articles homonymes, voir Cachalot (homonymie).

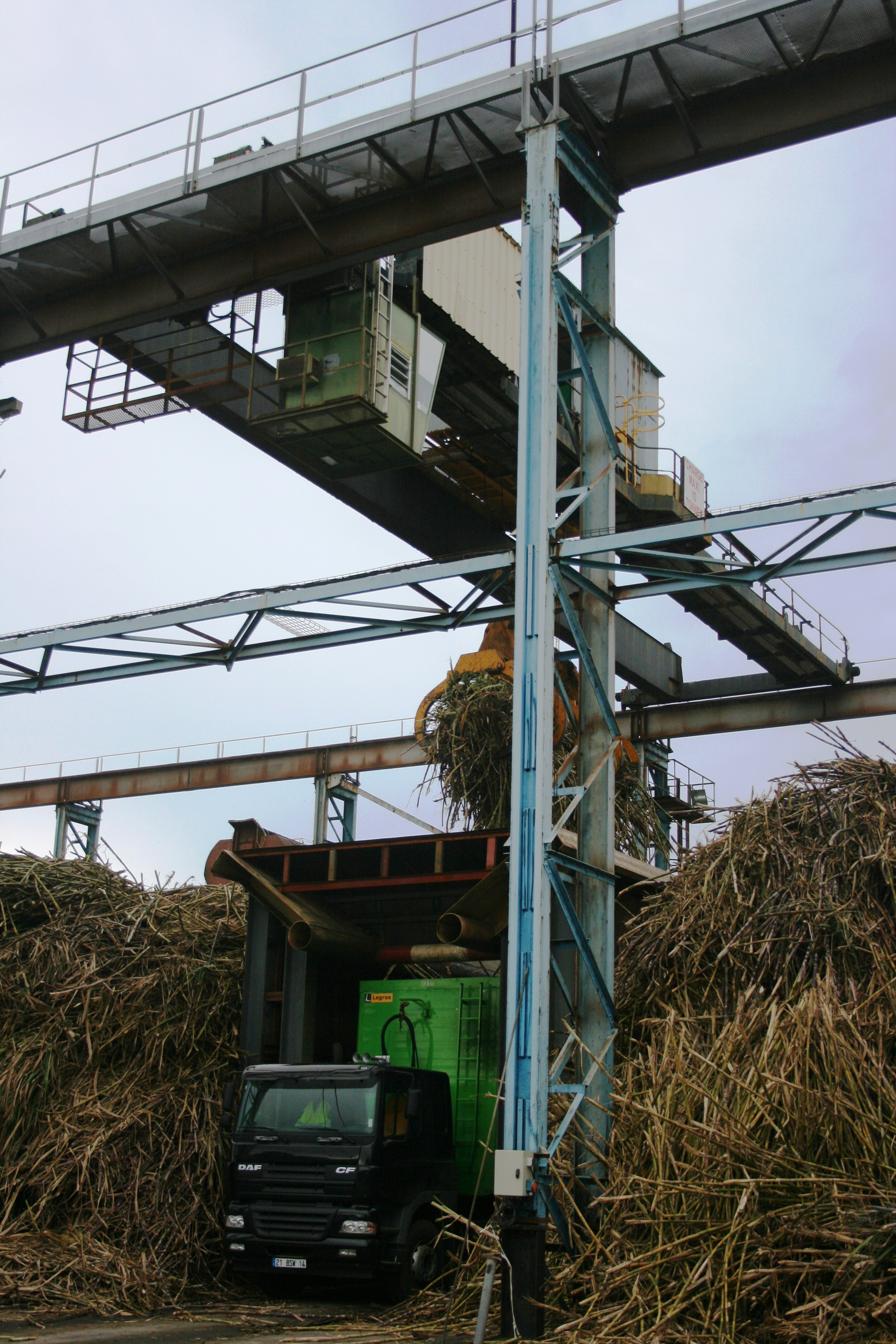
Chargement d'un cachalot sur le site de l'ancienne usine de Beaufonds.

Un cachalot est, sur l'île de La Réunion, un camion à remorque qui transporte un chargement de cannes à sucre entre les canneraies, les centres de réception, les balances et les usines sucrières. Ce type de véhicule doit son nom à une coïncidence : deux véritables cachalots se sont échoués à Saint-Pierre le même jour que le renversement accidentel d'une remorque près de l'usine du Gol.